# 평내도서관
평내도서관은 경기도 남양주시 소재의 도서관이다.

## 연혁
- 2008. 11. 17 착공
- 2010. 3. 1 준공
- 2010. 4. 16 평내도서관 개관

## 이용 안내
이용 시간
- 열람실: 매일 08:00 ∼ 24:00(둘째, 넷째 토요일 08:00-18:00 단축운영)
- 문헌정보실: 09:00 ∼ 22:00(월~금) / 9:00 ∼ 18:00(토~일)
- 유아자료실, 아동열람실, 디지털자료실, 다문화영상자료실: 매일 09:00 ∼ 18:00

휴관일
- 정기휴관일: 추석 당일, 설 당일
- 임시휴관일: 특별한 사유로 평생교육원장이 지정하는 날